# 신스이젠지역
신스이젠지역(일본어: 新水前寺駅)은 일본 구마모토현 구마모토시 주오구에 위치한 규슈 여객철도 호히 본선의 철도역이다. 구마모토 시 교통국의 스이젠지 선의 노선도 함께 운행 중이다.

## 역 구조 및 타는 곳

### 규슈 여객철도
단선 승강장 1면 1선의 구조를 갖춘 지상역이다. JR 규슈철도영업이 역 업무를 위탁하는 업무위탁역이다.
| 1 | ■ 호히 본선 | (상행) | 구마모토 방면              |
| 1 | ■ 호히 본선 | (하행) | 무사시즈카 · 히고오즈 방면 |

### 구마모토 시 교통국
상대식 승강장 2면 2선의 구조를 갖춘 지상역이며, 정류장 번호는 16번이다.
- ■ A 계통 · ■ B 계통 : 쇼교코코마에 · 겐군마치 방면
- ■ A 계통 : 도리초스지 · 가라시마초 · 구마모토에키마에 · 다사키바시 방면
- ■ B 계통 : 도리초스지 · 가라시마초 · 신마치 · 가미쿠마모토에키마에 방면

## 이용 현황
| 승차 인원 추이 | 승차 인원 추이    |
| 연도           | 1일 평균 이용객수 |
| -------------- | ----------------- |
| 2001           | 2,249             |
| 2002           | 2,329             |
| 2003           | 2,462             |
| 2004           | 2,419             |
| 2005           | 2,412             |
| 2006           | 2,450             |
| 2007           | 2,468             |
| 2008           | 2,534             |
| 2009           | 2,542             |
| 2010           | 2,707             |
| 2011           | 3,066             |
| 2012           | 3,403             |

## 인접 역
| 호히 본선                      | 호히 본선     | 호히 본선                |
| ------------------------------ | ------------- | ------------------------ |
| 미나미쿠마모토 구마모토 방면   | ■ 호히 본선   | 스이젠지 오이타 방면     |
| 구마모토 시영 전차 스이젠지 선 |               |                          |
| 미소텐진마에 스이도초 방면     | ■ 스이젠지 선 | 고쿠부 스이젠지코엔 방면 |